# Mariella
Mariella es un género de foraminífero bentónico considerado homónimo posterior de Mariella Nowak, 1916, y sustituido por Dainita de la Subfamilia Glandulininae, de la Familia Glandulinidae, de la Superfamilia Polymorphinoidea, del Suborden Lagenina y del Orden Lagenida. Su especie-tipo era Mariella sibirica. Su rango cronoestratigráfico abarcaba el Jurásico.

## Discusión
Clasificaciones previas incluían Mariella en la Superfamilia Nodosarioidea.

## Clasificación
Mariella incluye a la siguiente especie:
- Mariella sibirica †